# 心身
| ウィキペディアには「心身」という見出しの百科事典記事はありません（タイトルに「心身」を含むページの一覧/「心身」で始まるページの一覧）。 代わりにウィクショナリーのページ「心身」が役に立つかもしれません。 |